# Ferdinand Leitner
Ferdinand Leitner (ur. 4 marca 1912 w Berlinie, zm. 3 czerwca 1996 w Forch) – niemiecki dyrygent.

## Życiorys
Uczył się w Berlinie u Franza Schrekera (kompozycja) i Juliusa Prüwera (dyrygentura), a także gry na fortepianie u Artura Schnabla i Karla Mucka. W 1935 roku został asystentem Fritza Buscha na festiwalu operowym w Glyndebourne. Jako samodzielny dyrygent zadebiutował w 1943 roku w Nollendorf Theater w Berlinie. W 1945 roku został kapelmistrzem Staatsoper w Hamburgu, skąd rok później przeniósł się do Monachium. Od 1950 do 1969 roku pełnił funkcję dyrektora artystycznego Württembergisches Staatstheater w Stuttgarcie. W latach 1969–1984 był kapelmistrzem opery w Zurychu. Od 1976 do 1980 roku dyrygował Residentie Orkest w Hadze. Między 1986 a 1990 rokiem dyrygował orkiestrą RAI w Turynie.
Zasłynął jako wykonawca dzieł Carla Orffa, poprowadził prapremiery jego Edypa tyrana (1959) i Prometeusza (1969). Wykonywał też muzykę m.in. W.A. Mozarta, Richarda Wagnera, Antona Brucknera i Richarda Straussa. Dokonał licznych nagrań płytowych.